# Fernando Nogales Álvarez
Fernando Nogales Álvarez (Segovia, 15 de enero de 1967) es un diplomático español. Fue embajador de España en la República de Trinidad y Tobago (2020-2024) con concurrencia en Barbados, Granada, San Vicente y las Granadinas, Santa Lucía, Surinam, y Guyana.

## Carrera diplomática
Nació en Segovia.Tras licenciarse en Derecho en la Universidad Pontificia de Comillas - ICADE ingresó en la Escuela Diplomática (1993).
Ha estado destinado en las Embajadas de España en: Arabia Saudita, Bulgaria, Polonia y en las Representaciones Permanentes de España ante la Organización para la Seguridad y la Cooperación en Europa OSCE y la Unión Europea.
En el Ministerio de Asuntos Exteriores, Unión Europea y Cooperación - MAEUEC (Madrid) ha sido: subdirector general de Europa Occidental y de relaciones con los países de la Unión Europea;  y subdirector general para América del Norte (2018).
Desde diciembre de 2020 ejerce como embajador de España en Puerto España (República de Trinidad y Tobago). En cuanto a competencias multilaterales, el embajador en Puerto España está acreditado como observador ante la Asociación de Estados del Caribe - AEC (con sede en Puerto España), y desde febrero de 2011 como embajador representante permanente ante la Comunidad del Caribe CARICOM (sede en Georgetown, Guayana) y la  Organización de Estados del Caribe Oriental OECS (sede en Castries, Santa Lucía).